# Gloria Macapagal-Arroyo
Gloria Macapagal-Arroyo (San Juan, illa de Luzon, el 5 d'abril de 1947) va ser presidenta de les Filipines des de 2001 (reelegida el 2004) fins al 2010.
Macapagal-Arroyo és filla de l'anterior president de la República entre 1961 i 1965 Diosdado Macapagal i d'Evangelina Macaraeg. Va passar la infància a l'illa de Mindanao. Va cursar la formació secundària al Col·legi de l'Asunción de Manila. També va estudiar dos anys a la Universitat Georgetown de Washington. A més de l'idioma tagal, va aprendre l'anglès i l'espanyol.
Es llicencià en Economia a la Universitat de l'Ateneu de Manila i es doctorà a la Universitat de les Filipines. Va treballar com a mestra i després com a professora associada a la Universitat de l'Ateneu. Al 1986 s'incorporà al servei del nou Govern de Cory Aquino com a directora de la Junta d'Exportació de Manufactures Tèxtils, i després assumí una de les subsecretaries del Departament de Comerç i Indústria. Un cop en política, formà el partit Associació de Ciutadans Filipins (KAMPI), i es guanyà una gran respectabilitat.
Va arribar a ser la presidenta el 2001 durant Revolució d'EDSA II que va desplaçar Joseph Estrada enmig d'acusacions d'extensa corrupció. Arroyo va ser reelegida en 2004, quan va derrotar el principal líder de l'oposició filipina, Fernando Poe Jr. El juny de 2010 va deixar la presidència, que assumiria Benigno Aquino III.
Fou la catorzena presidenta de les Filipines i la segona dona a ocupar el càrrec. L'any 2005, va ser esmentada a la revista Forbes com a la quarta dona més poderosa del món. Declarada admiradora de Margaret Thatcher, ha estat guardonada amb el Premi Internacional Don Quijote 2009.